# Мортара, Эдгардо
Эдгардо Мортара (итал. Edgardo Mortara, 27 августа 1851, Болонья — 11 марта 1940, Льеж, Валлония) — католический священник еврейского происхождения. Получил известность в связи с тем, что в шестилетнем возрасте был отобран полицией у родителей и воспитывался как христианин. Случай с Мортарой вызвал широкий общественный резонанс.

## Биография
Вечером 23 июня 1858 года в дом Марианны и Саломона (Момоло) Мортара в городе Болонья прибыли полицейские, чтобы забрать их шестилетнего сына Эдгардо. Они действовали по приказу папы Пия IX. Церковным властям стало известно, что служанка в доме Мортара тайно крестила Эдгардо, когда он был болен. По её словам, она опасалась, что мальчик умрёт и его душа попадёт в ад. Болонья входила в состав теократического государства — Папской области. Согласно законам, евреям запрещалось воспитывать христианского ребёнка, даже если это были их собственные дети.
Эдгардо Мортара был перевезён в Рим, где воспитывался в доме для евреев-католиков. Семье первоначально было запрещено иметь с ним контакты. Впоследствии были разрешены свидания, но не наедине. С протестами выступили различные еврейские организации, а также известные деятели (в частности, Наполеон III и император Франц-Иосиф). Тем не менее, папа Пий IX отклонил все требования вернуть ребёнка.
После присоединения Папской области к Италии в 1870 году папа потерял власть, и семья Мортары вновь предприняла попытку вернуть сына. Однако к этому моменту Эдгардо Мортара, достигший 19-летнего возраста и ставший совершеннолетним, заявил, что привержен католической вере. В тот же год он переехал во Францию, где вступил в орден августинцев. В 23 года Мортара стал священником, приняв новое имя Пий. Он занимался миссионерской деятельностью в немецких городах, обращая евреев в католицизм.
Мортара был сторонником причисления Пия IX к лику блаженных. В 1912 году, выступая в поддержку беатификации папы, он писал, что спустя девять дней в Рим прибыли родители, которые в течение месяца ежедневно посещали его, уговаривая вернуться. По его словам, он не испытывал никакого желания вернуться домой, объясняя это «силой молитв».
Позднее Мортара восстановил отношения с семьёй и присутствовал на похоронах матери. Он владел девятью иностранными языками. Мортара умер в Бельгии, проведя последние годы жизни в монастыре.

## В культуре
- Похищенный (2024)